# Università di Aberdeen
L'Università di Aberdeen (Varsity o Aiberdeen in scozzese) è una delle università di Aberdeen. Fondata nel 1495, è la quinta più antica università nel Regno Unito ed una delle più antiche del mondo anglosassone.
Fu fondata dapprima con il nome di King's College dal vescovo William Elphinstone, per effetto di una Bolla papale di Papa Alessandro VI dopo invito di Giacomo IV di Scozia.
L'attuale università si è formata nel 1860 quando il King's College si fuse con il Marischal College, fondato nel 1593.

## Storia
Fra le più antiche università della Scozia, fu fondata per volere di e William Elphinstone, vescovo di Aberdeen (nonché nel 1488 anche Lord cancelliere  e dal 1492 Custode del sigillo privato).
Tradizionalmente è indicato come anno di fondazione il 1495, la bolla papale che garantiva il riconoscimento fu emanata da papa Alessandro IV nel 1494 e lo statuto regio fu rilasciato da re Giacomo IV di Scozia nel 1498.
Il primo rettore fu Ettore Boezio che, lavorando in stretto contatto col vescovo  Elphinstone, fece iniziare regolari lezioni entro il 1505, su modello delle università di Parigi e di Orléans.
L'edificio dell'Università ( King's College), nei pressi della cattedrale di San Macario, fu completato nel 1506. 
La cappella, consacrata nel 1509, fu dedicata alla Trinità e alla Beata Vergine Maria.
George Keith, il quinto Conte maresciallo, modernizzò il college secondo la riforma di Pietro Ramo. Nell'aprile 1593 fondò una seconda università nella città, il Marischal College. Il Marischal College era spesso in conflitto con il King's College poiché, trovandosi nel cuore della città, offriva maggiori possibilità ai loro studenti. Nel 1641 si ha l'unione dei due college prendendo il nome di Caroline University of Aberdeen. Un'altra unione avviene nel 1654 da parte di Oliver Cromwell, ma per quella definitiva bisogna attendere fino al 15 settembre 1860. Nel 1858 viene introdotto l'indirizzo di medicina.

## Organizzazione
L'Università è divisa in tre college, i quali sono suddivisi in accademie e altre istituzioni.
- College delle arti e delle scienze sociali (indirizzi: commerciale,  storia e filosofia, lingua e letteratura, giurisprudenza, scienze sociali);
- College di biologia e medicina (indirizzi: biologia, medicina, psicologia);
- College di scienze fisiche (indirizzi: ingegneria, scienze della terra, scienze naturali)

## Strutture
Gli edifici originari sono ancora utilizzati, anche se con il tempo si sono affiancate strutture più moderne.
Il King's college è molto esteso e si trova a pochi chilometri dal centro della città.
Il Marischal College è in stile gotico e si trova al centro di Aberdeen.
Il Foresterhill è una struttura moderna (1938) e contiene l'indirizzo di medicina e la biblioteca scolastica.
L'Hilton si trova vicino al King's College ed è un edificio assai recente.

## Sport
L'attività sportiva all'interno dell'università è gestita dall'AUSA (Aberdeen University Student Association). Gli impianti sportivi più importanti si trovano nei pressi del King's College e sono: un campo da calcio (sintetico), una sala fitness, una piscina, campi da squash e altre strutture.